# Erna Frins
Erna Martha Frins Pereira (née le 31 décembre 1960) est une physicienne uruguayenne. Elle est professeure et chercheuse à l'université de la République. Elle a été présidente de la société physique d'Uruguay de 2007 à 2011. En 2012, elle a remporté le prix national L'Oréal-Unesco pour les femmes et la science d'Uruguay pour ses travaux de recherche en science de l'environnement.

## Biographie

### Études
Entre 1979 et 1986, Frins étudie la chimie et la physique à l'Université de la République. En 1992, elle obtient une maîtrise en physique à l'université technique de Berlin, en Allemagne, avec une thèse sur les propriétés de l'état solide des lasers accordables. En 1992, elle rejoint l'Institut de Physique de la faculté d'ingénierie à l'Université de la République. En 1998, elle soutient sa thèse en physique à l'université Goethe de Francfort sur les applications en optique des phases topologiques,.

### Carrière
En 1999, elle coordonne une équipe de recherche axée sur le développement de méthodes optiques pour la surveillance à distance de l'atmosphère, à l'Institut de Physique de l'Université de la République. Elle est Professeure associée à la Faculté de Génie de l'Université de la République. Depuis 2004, elle est membre active du réseau national des chercheurs de l'Uruguay.
Entre 2007 et 2011, Frins est présidente de la société physique d'Uruguay.
En 2012, elle remporte le prix national L'Oréal-Unesco pour les femmes et la science, pour son projet "Métodos ópticos para el estudio de emisiones gaseosas generadas en la operación de centrales térmicas". Le projet se concentre sur le développement d'une méthode optique pour l'étude des émissions de gaz dans les centrales thermiques. La technologie permet de localiser les gaz qui polluent l'atmosphère, en référençant leur coordonnées spécifiques,.
Frins réalise de nombreux projets de recherche dans les différents domaines scientifiques et a publié plus de 60 fois dans des revues scientifiques.